# Завод (документальный фильм)
«Заво́д» — российский документальный фильм о легендарном заводе имени Г. М. Седина (ныне «Южный завод тяжёлого станкостроения»), снятый молодым кубанским режиссёром Константином Самсоновым. Фильм вызвал большой общественный резонанс, так как в основу сюжета положена борьба заводчан за сохранение предприятия и выплату заработной платы, митинги, пикеты, народные сходы, переговоры с властями, борьба за справедливость и поиски инвестора. События вокруг банкротства завода им. Седина были главными новостями региона в течение нескольких лет. Картина заслужила признание как отечественных, так и европейских кинокритиков.
Официальная европейская премьера фильма состоялась в Германии 22 октября 2020 года в рамках кинофестиваля XX International Filmfestival Independent Days.

## Краткое содержание
Завод им. Г. М. Седина — один из легендарных отечественных заводов с более чем вековой историей, экспортировавший станки на весь земной шар. Будучи возведенным в Российской империи в 1911 году, разрушенным в годы Второй мировой войны и полностью восстановленным после, завод стал под угрозой окончательного исчезновения в наше время. Беспорядочная приватизация 90-х, нестабильность 2000-х, привели к годовым задержкам по заработной плате и сокращению ценных сотрудников, а потом и вовсе к вопросу о ликвидации предприятия. Тотальное непонимание между руководством завода и сотрудниками, вынуждает последних в течение трёх лет выходить на санкционированные акции, митинги, пикеты, контактировать с местной властью, и неизменно требовать: вернуть долги и сохранить завод.
Это документальный фильм про завод, который не развалился, потому что на нем работали люди, которые не сдались.-режиссёр Константин Самсонов
Герои фильма — это люди старшего и младшего поколений; те, кто пришел работать на завод вслед за своими отцами, те, кто начал работу уже в «Новое время». Те, кто в числе других сотрудников, упорно, последовательно отстаивали свои права и шаг за шагом приближали возрождение предприятия и создание «Южного завода тяжёлого станкостроения» (ЮЗТС), который был образован на базе завода имени Седина и дал старт новому этапу станкостроительного производства. На восставший из руин завод ЮЗТС возвращаются прежние сотрудники завода им. Седина.
А вот как описывают фильм немецкие кинокритики в программе международного кинофестиваля IDIF:
| | An oppressive documentary from Karlsruhe's twin city Krasnodar about the relics of socialist industrial production, shadows of the past and the hopelessness of people after the fall of the Iron Curtain. |  | Депрессивный документальный фильм из Краснодара, города-побратима Карлсруэ, о пережитках социалистического промышленного производства, тенях прошлого и безнадежности людей после падения железного занавеса. |  |
| краткое описание документального фильма "Завод" из программы международного фестиваля XX International Filmfestival Independent Days в Германии | |  | |  |

## Саундтрек
Музыка к фильму специально создана композитором и аранжировщиком Олегом Богучарским: «Эта музыка об остановившемся времени и о героях, которые смогли остановить его перед порогом невозврата. Они не позволили ему расщепиться на мелкие частицы под давлением уставших, безработных станков и раствориться в хаосе происходящего, а сохранили и с верой пронесли вместе с собой на многие годы вперёд. Мне посчастливилось не только писать музыку под видеоряд, но и побывать в этом завораживающем месте, слышать рассказы этих людей. Я действительно видел и чувствовал как время заморожено. Документальная история о „Заводе“ вдохновила меня на создание саундтрека, пропитанного нотами воспоминаний из настоящей и прошлых жизней и одновременно чем-то более мистическим, находящимся за пределами нашего сознания.»

## Отзывы, оценки и рейтинги
Работники завода им. Седина оценили картину Константина Самсонова как «действительно правдивый фильм», дали положительные отзывы и поблагодарили за проделанную работу.
На интернет-портале о кинематографе «Фильм.ру» картина имеет рейтинг 8,6 из 10 (на основании 151 зрительской оценки). Картина "Завод" режиссёра Константина Самсонова попала в коллекцию "Лучшие документальные фильмы" авторитетного интернет-портала о кинематографе Film.Ru и стала одним из лидеров рейтинга.
Пользователи крупнейших русскоязычных интернет-сервисов о кино «КиноПоиск.Ру», «Кино-Театр.ру», «Kinonews.ru», «Кинориум» и англоязычного IMDb дали фильму в основном положительные отзывы и рецензии, где отметили актуальный сюжет, особую атмосферу картины, мрачный видеоряд и саундтрек, многие указали как недостаток смазанную, непонятную концовку.
По версии IMDb фильм вошёл в список пятидесяти самых популярных российских документальных фильмов и в «пятёрку» самых популярных российских документальных фильмов 2019 года.

## Номинации и фестивали
1. Международный кинофестиваль XX The Independent Days International Filmfestival (Карлсруэ, Германия), в рамках которого 22 октября 2020 года состоялась официальная Европейская премьера фильма[22][23]
2. Финалист 39-го международного фестиваля ВГИК имени Герасимова[24]
3. Финалист национальной молодёжной кинопремии 2019 года[25]
4. Международный кинофестиваль «ПитерКиТ» 2019[26]
5. G8 FEST 2020. Номинация: «Саунд-дизайн» (композитор Олег Богучарский)[27]